# Gaio Vibio Rufino
Gaio Vibio Rufino (in latino: Gaius Vibius Rufinus; 15 a.C. circa? – dopo il 47?) è stato un magistrato, senatore e militare romano, console dell'Impero romano.

## Biografia
Appartenente ad un ramo della gens Vibia forse originario di Tusculum, Rufino era con ogni probabilità figlio di Gaio Vibio Rufo, console suffetto del 16, che era stato il primo console, se non persino il primo senatore della famiglia, e probabilmente di una sua seconda moglie, sposata dopo Publilia.
La carriera di Rufino, tuttavia, nonostante le numerose attestazioni, risulta ancora oggi piuttosto nebulosa: parte della critica, infatti, cautamente ritiene che le testimonianze che lo nominano non si riferiscano necessariamente alla stessa persona; il maggior sostenitore dell'identità del Rufino attestato è Ronald Syme, che, in un importante articolo spesso accettato da altri importanti studiosi, ricostruisce la sua carriera.
La prima attestazione di un Rufino è in Ovidio: il poeta, infatti, gli indirizza due delle sue Epistulae ex Ponto, descrivendo la loro amicizia e le lettere consolatorie di Rufino. Ronald Syme, sulla base di una delle epistole ovidiane, ha pensato di poter ricostruire parte degli inizi di carriera di Rufino, vedendolo al seguito di Tiberio, ormai erede di Augusto, nelle campagne illirico-pannoniche del 6-9, nelle campagne germaniche del 10-12 e al trionfo del 23 ottobre del 12, ma recentemente si è proposto di smentire la ricostruzione del Syme sulla base di motivi filologici e codicologici.
Un Vibio Rufino è inoltre attestato da Plinio il Vecchio come esperto autore di scritti su alberi, fiori ed erbe.
In ogni caso, il nuovo status familiare raggiunto con il consolato paterno e la vicinanza del princeps Tiberio portò a Rufino importanti frutti. Egli, attorno ai trentacinque anni, fu infatti, con ogni probabilità, console suffetto nel secondo semestre del 21 o del 22 insieme al giurista e amicus di Tiberio Marco Cocceio Nerva: del loro mandato, attestato in agosto, non è possibile, allo stato attuale della documentazione, definire ulteriormente l'anno.
Un Gaio Vibio Rufino è poi attestato come proconsole d'Asia, onorato con una statua ad Efeso da un magistrato cittadino (pritano) per i benefici concessi: se il proconsole si rivelasse essere identico al console del 21 o 22, come sostiene il Syme seguito da Werner Eck, il suo mandato potrebbe cadere tra 36 e 37, altrimenti è stata proposta una datazione più bassa, attorno al 50, basata però sull'ipotesi, ormai generalmente confutata dalla critica, che Rufino sia stato console attorno al 40.
Infine, un Gaio Vibio Rufino è attestato come legatus Augusti pro praetore della provincia di Germania Superiore sotto Claudio, nel 43 e nel 45: è stato proposto che il mandato sia durato dal 41/42 al 46/47, e generalmente accettato non solo che il legatus fosse identico al proconsole d'Asia, ma anche che il legatus fosse il console del 21 o 22, nonostante la distanza temporale intercorsa tra il consolato e il mandato germanico, obiezione però smentita da Syme sulla base di altri casi simili, come quello di Gaio Vibio Marso, console suffetto nel 17 e legatus Augusti pro praetore di Siria nel 42. Durante il mandato di Rufino, devono essersi verificati i cambiamenti nella guarnigione provinciale di Germania Superiore in occasione della partenza per la conquista della Britannia da parte di Claudio nel 43.